# Couronne de Bréona
Couronne de Bréona är en bergstopp i Schweiz.   Den ligger i distriktet Hérens och kantonen Valais, i den södra delen av landet, 100 km söder om huvudstaden Bern. Toppen på Couronne de Bréona är 3 159 meter över havet, eller 189 meter över den omgivande terrängen. Bredden vid basen är 0,94 km.
Terrängen runt Couronne de Bréona är huvudsakligen mycket bergig. Närmaste större samhälle är Zermatt, 15,8 km sydost om Couronne de Bréona. 
Trakten runt Couronne de Bréona består i huvudsak av gräsmarker. Runt Couronne de Bréona är det glesbefolkat, med 8 invånare per kvadratkilometer.